# Saint-Jean-de-Sauves
Saint-Jean-de-Sauves è un comune francese di 1 337 abitanti situato nel dipartimento della Vienne nella regione della Nuova Aquitania.

## Società

### Evoluzione demografica
Abitanti censiti